# Forte de Jurubatuba
Jurubatuba é um dos fortes da cidade de Praia Grande, Estado de São Paulo.

## Histórico
Inaugurado em 1919 como o aquartelamento da Primeira Bateria, foi construído em concreto, com dependências de apoio subterrâneas e vista à Baía de Santos onde se é possível ver as quatro cidades (Praia Grande, São Vicente, Santos e Guarujá) frente a frente.
Em 12 de junho de 1920 foi armado de canhões Schneider-Canet de 150 mm, passando a ser designado como Forte Jurubatuba, em homenagem à península onde se localizava.

### Bombardeio
Foi alvo de bombardeios pela esquadrilha de hidroaviões das tropas governistas de Getúlio Vargas durante a Revolução Constitucionalista de 1932, ataque presenciado pelo pioneiro da aviação brasileira Santos Dumont, hospedado em hotel do Guarujá. Ao ver sua mais conhecida invenção sendo usada em um ataque contra seus próprios conterrâneos, sentiu um grande desgosto, cometendo suicídio horas depois.